# Mayday Parade
Mayday Parade est un groupe américain de rock alternatif, originaire de Tallahassee, en Floride. Formé par les membres de Kid Named Chicago et Defining Moment, Mayday Parade sort son premier EP, Tales Told By Dead Friends, en 2006, vendu à plus de 50 000 exemplaires sans l'aide d'un label. Mayday Parade signe plus tard un contrat avec Fearless Records. Leur plus gros succès à ce jour est la chanson When I Get Home, You're So Dead présente sur leur EP. La chanson est d'ailleurs ré-enregistrée sur leur premier album, A Lesson in Romantics, qui est sorti le 10 juillet 2007 chez Fearless Records.
Le 10 janvier 2013, le groupe annonce leur retour aux studios. Le 8 octobre de cette même année leur nouvel album, Monsters In the Closet est sorti. Ils font une tournée mondiale qui passa par Paris le samedi 8 février au Batofar.

## Historique

### Débuts (2005–2008)
Mayday Parade est formé en hivers 2005 après la fusion entre deux groupes locaux de Tallahassee, Kid Named Chicago et Defining Moment,. Kid Named Chicago fait participer le chanteur et guitariste Jason Lancaster, le guitariste Alex Garcia et le batteur Jake Bundrick, et Defining Moment fait participer le chanteur Derek Sanders, le guitariste Brooks Betts, et le bassiste Jeremy Lenzo. Les deux groupes répétaient dans le même appartement. Se tâtonnant toujours pour un nom, le groupe enregistre son premier EP, Tales Told by Dead Friends, avec le producteur Lee Dyess. Ils décident de se nommer Mayday Parade pendant leur temps en studio. Le groupe effectue sa première tournée américaine avec Brandtson et Mêlée, puis une autre tournée avec Plain White T's peu après la sortie de l'EP.
En janvier 2007, le groupe enregistre son premier album, A Lesson in Romantics. En avril, peu après avoir terminé l'album, le chanteur Jason Lancaster quitte le groupe et continuera la musique dans le groupe Go Radio. L'album est publié le 11 juillet 2007. Mayday Parade joue en soutien à l'album au Vans Warped Tour. Le groupe effectue sa première performance britannique en avril 2008 au festival Give it a Name de Sheffield et Londres.

### Anywhere but Here(2009–2010)

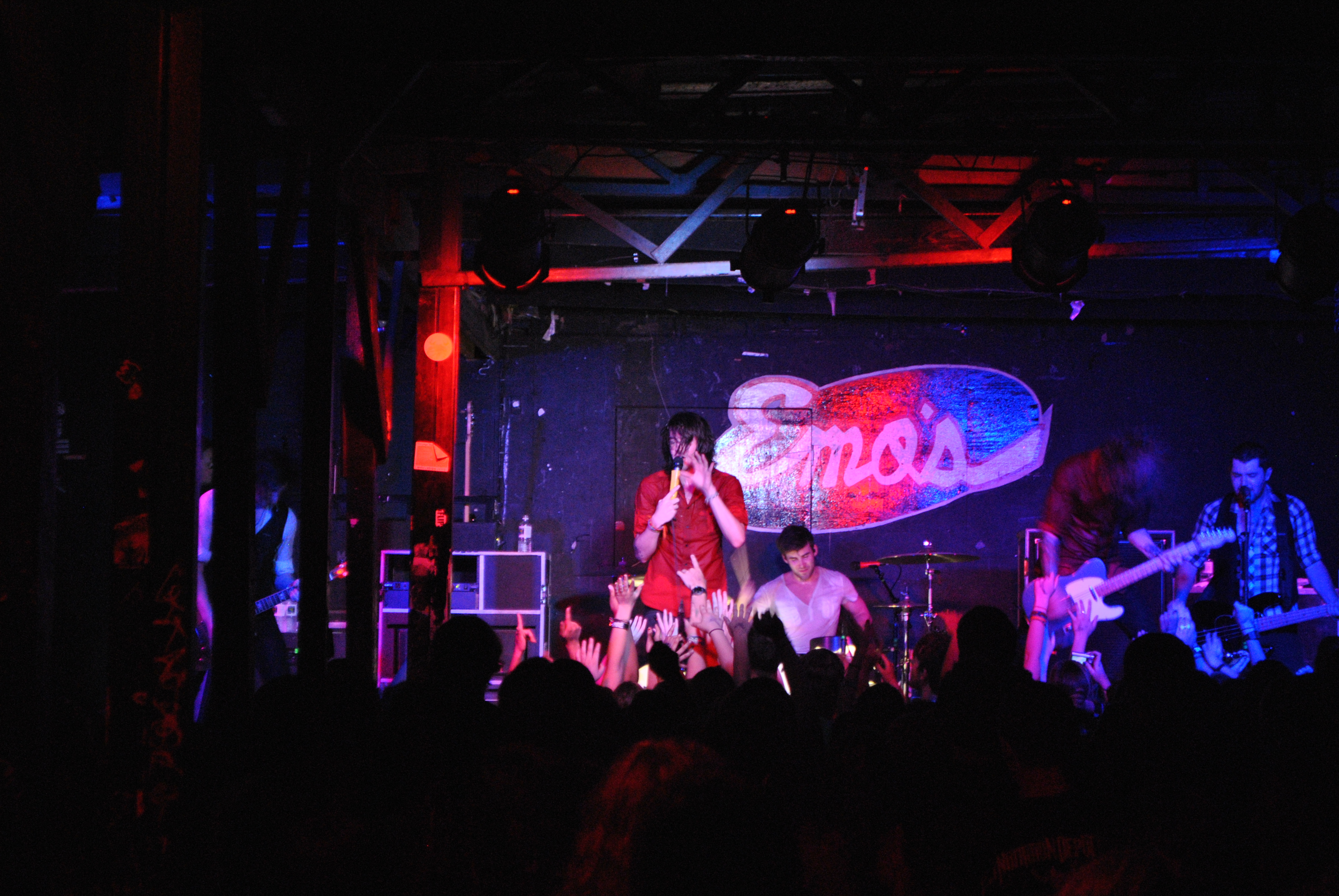
Mayday Parade en concert en 2010.

Le groupe commence à enregistrer un autre album en décembre 2008, une première écriture qui se fait sans le parolier Lancaster. Le groupe termine les enregistrements en juin 2009. Le single-titre, Anywhere But Here, est posté sur leur MySpace le 28 juillet, ; ils annoncent par la même occasion la sortie de l'album The Silence pour le 11 août 2009. Le 4 août, The Silence est publié sur le MySpace de Mayday Parade et sur iTunes.
Mayday Parade joue en tête d'affiche de la tournée Fall Ball avec The Academy Is..., et soutenus par des groupes comme You Me at Six, The Secret Handshake, et Set Your Goals et le Take Action Tour avec We the Kings, A Rocket to the Moon, et There for Tomorrow. Le groupe joue aussi le Vans Warped Tour en 2010.
Le groupe participera à plusieurs compilations Punk Goes... avec la reprise de We Are the Champions de Queen pour la compilation Punk Goes Classic Rock, publiée le 27 avril 2010, et In My Head de Jason Derülo pour la compilation Punk Goes Pop 3, publiée le 2 novembre 2010.

### Mayday Parade(2011–2012)
En 2011, le groupe publie un EP, intitulé Valdosta qui comprend six chansons, dont deux nouvelles intitulées Amber Lynn et Terrible Things. L'EP comprend une version acoustique de Kids in Love et Bruised and Scarred, chansons issues de l'album Anywhere But Here, Your Song de l'album Tales Told by Dead Friends et Jamie All Over de A Lesson in Romantics. Valdosta est publié chez Atlantic et Fearless Records le 8 mars 2011. Le 10 mars, Songkick reconnait Mayday Parade comme le groupe le plus doué de 2010, avec 194 bookings et 74 000 miles de trajet en tournée en une année. Mayday Parade joue toutes les dates australiennes du Soundwave Festival. Le groupe joue aussi au Slam Dunk Festival de Leeds et Hatfield le 28 et 29 mai 2009.
Écrit par le groupe dans une petite maison à la plage de Panacea, en Floride, leur album éponyme est produit par Zack Odom et Kenneth Mount, qui a aussi produit A Lesson in Romantics. Derek Sanders annonce Oh Well, Oh Well comme première chanson. Quatre jours plus tard, Jake Bundrick, batteur de Mayday Parade, confirme la fin des enregistrements de leur nouvel album. Le 6 juillet 2011, Mayday Parade annonce l'album pour le 4 octobre 2011. Il comprendra douze chansons. Le 27 juillet, Mayday Parade publie la chanson Oh Well, Oh Well pour la première fois sur le site web du magazine Alternative Press.
Le 4 octobre 2011 Mayday Parade publie son album éponyme. Le 5 octobre 2011, Mayday Parade publie le clip de Oh Well, Oh Well réalisé par Thunder Down Country. Le 4 avril 2012, ils sortent le clip Stay.

### Monsters in the Closet(2013–2014)
Le 10 janvier 2013, le groupe annonce son retour en studio pour un cinquième album, Monsters in the Closet, via Fearless Records. Il sera publié en automne 2013.
Le 21 août 2013, la liste des pistes est postée. Le 27 août 2013, le groupe publie son premier single Ghosts. L'album Monsters in the Closet est publié le 8 octobre. Le groupe reprend la chanson Comedown de Bush pour la compilation Punk Goes 90's 2. Ils jouent pendant tout le Vans Warped Tour en 2014.

### Black Lines(2014-2017)
Le 24 juillet 2014, le groupe annonce un cinquième album pour 2015. Selon l'Alternative Press, le groupe enregistre avec Mike Sapone (Brand New, Taking Back Sunday, Sainthood Reps) pour une sortie à la fin 2015. Le 17 juillet 2015, Mayday Parade annonce l'album Black Lines pour le 9 octobre chez Fearless Records.
Mayday Parade est annoncé au Slam Dunk Festival le 10 février 2016, avec notamment Yellowcard. Une édition spéciale dixième anniversaire de Tales Told by Dead Friends est publiée en novembre 2016. Plus tard, une édition similaire, mais de A Lesson in Romantics, est publiée en mars 2017.

### Sunnyland(2018-2020)
En avril 2018, le groupe annonce avoir signé avec le label Rise Records et commence à parler de leur sixième album. Le 3 mai, le groupe sort la chanson, Piece of Your Heart, premier single du nouvel album Sunnyland. Ce dernier sort le 15 juin 2018. Durant l'été 2018, le groupe joue au dernier Warped Tour.

### Out Of Here(depuis 2020)
Le 5 mars 2020, le groupe publie un nouveau morceau, It Is What It Is. Un deuxième titre, Lighten Up Kid, voit le jour le 24 septembre. Celui-ci fera partie de l'EP de 3 titres, Out Of Here, qui sortira le 16 octobre 2020.

## Membres

### Membres actuels
- Derek Sanders - chant (depuis 2005)
- Jeremy Lenzo - basse, chœurs (depuis 2005)
- Alex Garcia - guitare (depuis 2005)
- Brooks Betts - guitare (depuis 2005)
- Jake Bundrick - batterie, chœur (depuis 2005)

### Anciens membres
- Jason Lancaster - guitare, chant (2005-2007)